# Außer Rand und Band am Wolfgangsee
Außer Rand und Band am Wolfgangsee ist ein musikalisches Filmlustspiel aus dem Jahr 1972. Die österreichisch-deutsche Koproduktion entstand unter der Regie von Franz Antel.

## Handlung

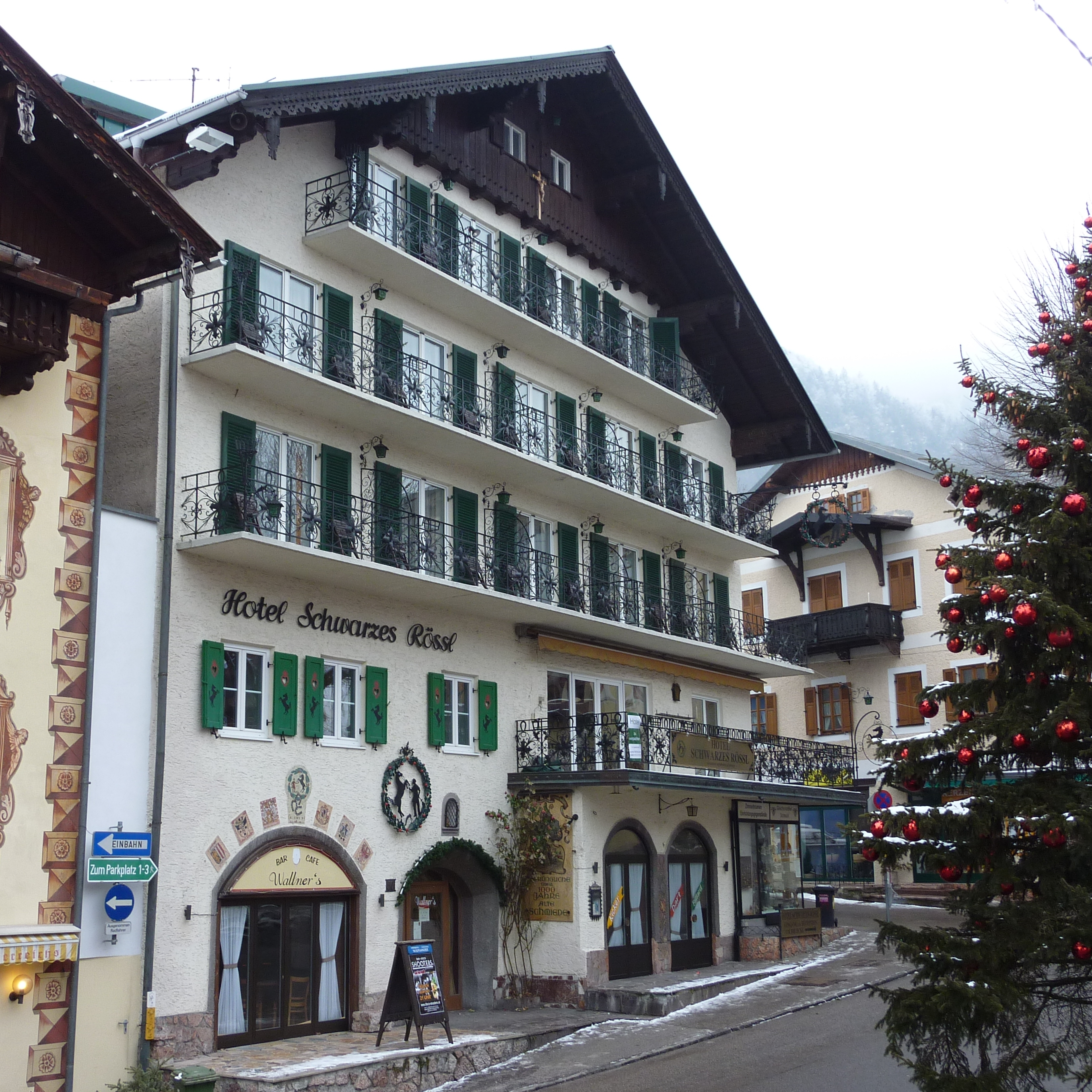
Hotel Schwarzes Rössl in Sankt Wolfgang im Salzkammergut

Überraschend erbt die Studentin Eva von ihrem verstorbenen Onkel ein Hotel am Wolfgangsee. Sofort reist sie mit ihrer Freundin Maxi in deren klapprigem VW Käfer ins Salzkammergut. Doch zur großen Enttäuschung der Freundinnen erweist sich das Palast Hotel als eigentlich unbewohnbare Bruchbude. Nur der ehemalige Hoteldiener Zacherl und sein Pferd Murli wohnen noch darin. Als Eva dann noch erfährt, dass sie mit dem ehemaligen Hotel auch einen Berg an Schulden geerbt hat, ist sie verzweifelt.
Zacherl und Maxi bringen Eva jedoch dazu, das Hotel gemeinsam mit ein paar Freunden zu renovieren und den Betrieb wieder aufzunehmen, um einen höheren Verkaufspreis zu erzielen und so auch die geerbten Schulden abzahlen zu können.
Um zu zahlenden Gästen zu kommen, lockt Zacherl mit einem Trick eine Gruppe von Reisenden ins Haus, das jetzt den Namen Schwarzes Rössl trägt. Bei einem glimpflich verlaufenden Bootsunfall lernt Eva den feschen Arzt Martin kennen, der, ohne dass sie es bemerkt, tatkräftig mithilft, das Schwarze Rössl mit Gästen zu füllen.
Als sie jedoch dahinterkommt, dass Martin der Bruder der Chefin des Konkurrenzhotels Weißes Rössl ist, glaubt sie, dass er sich bei ihr nur eingeschlichen hat, um ihr Hotel in den Ruin zu treiben. Bitter enttäuscht will Eva das Hotel sofort an eine Bank verkaufen, doch Martin lässt sich wieder etwas einfallen.
Am Ende heiraten Eva und Martin und auch das Hotel ist gerettet. Auch Maxi und Jürgen finden zusammen.

## Hintergrund
Den Stoff hatte Regisseur Antel bereits 1951 als Eva erbt das Paradies und 1961 unter dem Titel Im schwarzen Rößl verfilmt. Dazu Franz Antel: „Es war – ich wage kaum, es niederzuschreiben – schon wieder die Geschichte von dem Mädchen, das ein heruntergekommenes Hotel erbt! Na ja, ein Gulasch wird ja auch immer besser, je öfter man es aufwärmt! Und aller guten Dinge sind eben drei.“
Am 23. September 1971 war Regisseur Franz Antel live zu Gast in der 4. Folge von Hans Rosenthals Fernsehquiz für Schnelldenker [Dalli Dalli] und kam nach eigener Aussage direkt von den Dreharbeiten zu seinem Film "So ist die Liebe am Wolfgangsee" (Arbeitstitel) nach Wien ins Studio Ronacher.
Waltraut Haas spielt mehr oder weniger eine Parodie auf ihre berühmte Rolle aus dem Peter-Alexander-Film Im weißen Rößl.

## Kritiken
- Der katholische film-dienst nannte die Produktion ein „sehr anspruchsloses Schlagerlustspiel“, das wirklichkeitsfern und verlogen sei.[2]